# Dipoena bernardino
Dipoena bernardino är en spindelart som beskrevs av Claude Lévi 1963. Dipoena bernardino ingår i släktet Dipoena och familjen klotspindlar. Inga underarter finns listade i Catalogue of Life.